# Andrakammarvalet i Sverige 1881
Andrakammarvalet i Sverige 1881 hölls under år 1881.

## Valsystem
Valsättet var en blandning av indirekta- och direkta val. I 78 av landsbygdens 142 valkretsar tillämpades direkta val och detsamma gällde de 40 stadsvalkretsarna för första gången. Resterande 64 landsbygdsvalkretsar tillämpade alltså indirekta val, vilka utfördes av elektorer. Stadsvalkretsarna valde totalt 64 ledamöter. Dessa var i regel enmansvalkretsar med undantag för de största städerna som fick fler mandat, dessa var; Stockholm (16 mandat), Göteborg (7 mandat), Malmö (3 mandat) och Norrköping (2 mandat). Alla landsbygdsvalkretsar hade ett mandat var.
Rösträtt till andra kammaren hade män som var över 21 år och hade inkomst på minst 800 kronor per år eller ägde en fastighet taxerad till minst 1 000 kronor, eller arrenderade en fastighet taxerad till minst 6 000 kronor. För att vara valbar skulle man ha fyllt 25 år och bo i valkretsen. Av folkmängden den 31 december 1880, 4 565 668, hade 281 163 (6,3 %) rösträtt.

## Valresultat
Siffrorna avser de sammanlagda röstetalen för riksdagsledamöter som tillhörde respektive parti under riksdagen 1882 och baseras, liksom antalet mandat, på uppgifter om riksdagsledamöters partitillhörighet från bokserien Tvåkammarriksdagen 1867–1970. Röstetalen på valkretsnivå är hämtade från SCB. I stadsvalkretsar med flera mandat har röstetalen skattats . Det ska också påpekas att partigrupperingarna var relativt diffusa och att partibyten inte var ovanliga.
| Parti                | Parti                | Röstfördelning | Röstfördelning | Mandat | Mandat |
| Parti                | Parti                | Röster         | Elektorer      | Antal  | +/-    |
| -------------------- | -------------------- | -------------- | -------------- | ------ | ------ |
|                      | Lantmannapartiet     | 14 780         | 970            | 101    | +9     |
|                      | Centern              | 4 907          | 48             | 25     | -9     |
|                      | Obundna              | 12 494         | 465            | 80     | +2     |
|                      | Övriga               | 21 333         | 608            | -      | -      |
| Antal giltiga röster | Antal giltiga röster | 53 514         | 2 091          | 206    | +2     |
| Ogiltiga röster      | Ogiltiga röster      | 1 476          | 7              |        |        |
| Totalt               | Totalt               | 54 990         | 2 098          |        |        |

### Valdeltagande

#### Antal
|              | Direkta val | Indirekta val | Samtliga val |
| ------------ | ----------- | ------------- | ------------ |
| Städerna     | 20 604      | -             | 20 604       |
| Landsbygden  | 34 386      | 11 601        | 45 987       |
| Hela Sverige | 54 990      | 11 601        | 66 591       |

#### Andel
|              | Direkta val | Indirekta val | Samtliga val |
| ------------ | ----------- | ------------- | ------------ |
| Städerna     | 45,2        | -             | 45,2         |
| Landsbygden  | 26,9        | 10,7          | 19,5         |
| Hela Sverige | 31,8        | 10,7          | 23,7         |

## Fotnoter
1. ↑  Sveriges historia under 1800- och 1900-talen, Lars-Arne Norborg
2. ↑  I dessa valkretsar har ett partis röstetal dividerats på antalet röster varje väljare hade att ge. Annars skulle dessa valkretsar överrepresenteras kraftigt i röstfördelningen.